# Spilosoma fumosana
Spilosoma fumosana là một loài bướm đêm thuộc phân họ Arctiinae, họ Erebidae.